# جولييان كيويستا
جولييان كيويستا (بالإسبانية: Julián Cuesta Díaz)‏ هو لاعب كرة قدم إسباني، ولد في 28 مارس 1991 في غرناطة في إسبانيا. لعب مع إشبيلية أتلتيكو ونادي ألميريا ونادي إشبيلية.

## وصلات خارجية
- جولييان كيويستا على موقع قاعدة بيانات كرة القدم.إي يو (الإنجليزية)
- جولييان كيويستا على موقع بيانات كرة القدم. دي إي (الألمانية)
- جولييان كيويستا على موقع Soccerbase.com (لاعب) (الإنجليزية)
- جولييان كيويستا على موقع Soccerway.com (الإنجليزية)
- جولييان كيويستا على موقع عالم كرة القدم.نت (الإنجليزية)
- جولييان كيويستا على موقع AS.com (الإسبانية)